# Plantilla 2008-2009 del Club Bàsquet Lucentum Alacant
La Plantilla del Club Bàsquet Lucentum Alacant la temporada 2008-2009 fou
| - Bases: - 4 Berni Hernández - 5 Pere Llompart - Alers: - 14 Axel Weigand - 16 Txemi Urtasun - Alfonso Sánchez - Ala-Pivots: - 6 Carlos Cazorla - 8 Kyle Hill - Pivots: - 7 Martynas Andriuškevičius - 15 Coppenrath - 13 Guillermo Rejón - 12 Jorge García - Entrenador: - Óscar Quintana |